# Treťjakovskaja (stanice metra v Moskvě)

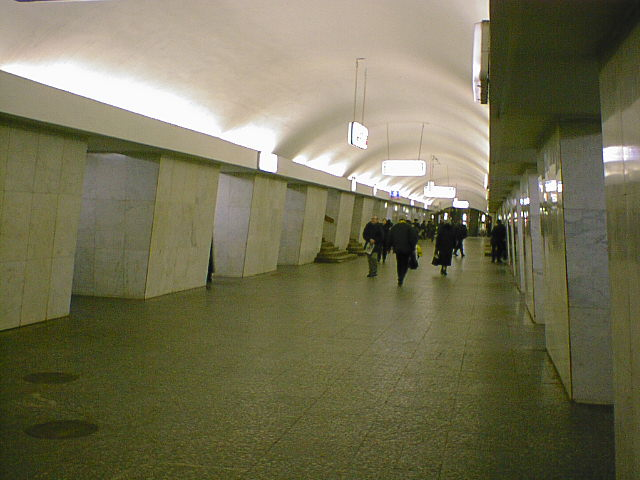
Jižní nástupiště

Treťjakovskaja (rusky Третьяковская) je přestupní stanice moskevského metra.

## Charakter stanice
Stanice se nachází jižně od centra města, křižují se zde linky Kalininskaja (ta zde končí) a Kalužsko-Rižskaja. Pojmenována je podle nedaleké Treťjakovské galerie. Je konstruována jako dvě na sobě nezávislá nástupiště spojená přestupním tunelem pro pěší; obě jsou trojlodní ražené s pilíři a nacházejí se vedle sebe, v jedné úrovni. Kromě toho je také umožněn přestup na stanici Novokuzněckaja na Zamoskvorecké lince. Pro vlaky ve směru Medvědkovo a Novogirejevo slouží v současnosti starší jižní nástupiště.
Jako klasická stanice na lince Kalužsko-Rižskaja byla zprovozněna 3. ledna 1971, přestupní je od roku 1986. Do roku 1983 nesla název Novokuzněckaja, ten dodnes platí pouze pro stanici na Zamoskvorecké lince.

## Teroristický útok
Dne 1. ledna 1998 došlo ve vestibulu stanice k teroristickému útoku. Strojvůdce našel malou kabelku, která mu byla podezřelá, proto ji předal dozorčí stanice, která přivolala policii. Ještě před jejím příjezdem zařízení explodovalo, výbuch zranil dozorčí a dvě uklízečky. Síla výbuchu byla odhadnuta na ekvivalent 150 g TNT.